# مظفر شاه الثاني سلطان فيرق
السلطان مظفر شاه الثاني ابن السلطان أحمد شاه الثاني كان سلطان فيرق العاشر، حكم من 1636 إلى 1653.
بعد وفاة السلطان صالح الدين، عينت حكومة السلطان إسكندر الثاني سلطان آتشيه دار السلام رجا سولونغ كسلطان لفيرق، عندما يكون في غزو حكومة ولاية فيرق في آتشيه.
وبعد وفاته خلفه ابنه الأكبر راجا محمود.
| سبقه صالح الدين شاه | سلطان فيرق 1636-1653 | تبعه محمود إسكندر شاه |

## هامش
1. ↑  "Makam 3 Muzaffar". Seni Lama Melayu. Radzi Sapiee. 2008. مؤرشف من الأصل في 2019-06-20. اطلع عليه بتاريخ 6 Disember 2010. {{استشهاد ويب}}: تحقق من التاريخ في: |تاريخ الوصول= (مساعدة)